# آدم أوليفر (سياسي)
آدم أوليفر هو سياسي كندي، ولد في 11 ديسمبر 1823 في كندا، وتوفي في 9 أكتوبر 1882 في نفس البلد. حزبياً، نشط في الحزب الليبرالي في أونتاريو ‏. وقد انتخب عضو برلمان مقاطعة أونتاريو.